# Chionolaena
Chionolaena DC. – rodzaj roślin z rodziny astrowatych (Asteraceae). Obejmuje co najmniej 21 gatunków, występujących naturalnie w Meksyku i Południowej.

## Systematyka
Pozycja według APweb (aktualizowany system APG III z 2009)
Jeden z rodzajów plemienia Gnaphalieae z podrodziny Asteroideae w obrębie rodziny astrowatych (Asteraceae) z rzędu astrowców (Asterales) należącego do dwuliściennych właściwych.
Wykaz gatunków
| - Chionolaena aecidiocephala (Grierson) Anderb. & S.E.Freire - Chionolaena arbuscula DC. - Chionolaena capitata (Baker) S.E.Freire - Chionolaena chrysocoma (Wedd.) S.E.Freire - Chionolaena concinna (A.Gray) Anderb. & S.E.Freire - Chionolaena costaricensis (G.L.Nesom) G.L.Nesom - Chionolaena cryptocephala (G.L.Nesom) G.L.Nesom - Chionolaena durangensis (G.L.Nesom) G.L.Nesom - Chionolaena eleagnoides Klatt - Chionolaena isabellae Baker - Chionolaena jeffreyi H.Rob. | - Chionolaena latifolia (Benth.) Baker - Chionolaena lavandulifolia (Kunth ex Kunth) Benth. & Hook.f. ex B.D.Jacks. - Chionolaena lychnophorioides Sch.Bip. - Chionolaena macdonaldii (G.L.Nesom) G.L.Nesom - Chionolaena mexicana S.E.Freire - Chionolaena phylicoides (Gardner) Baker - Chionolaena salicifolia (Bertol.) G.L.Nesom - Chionolaena sartorii Klatt - Chionolaena stolonata (S.F. Blake) Pruski - Chionolaena wittigiana Baker |